# Samael (musikgrupp)

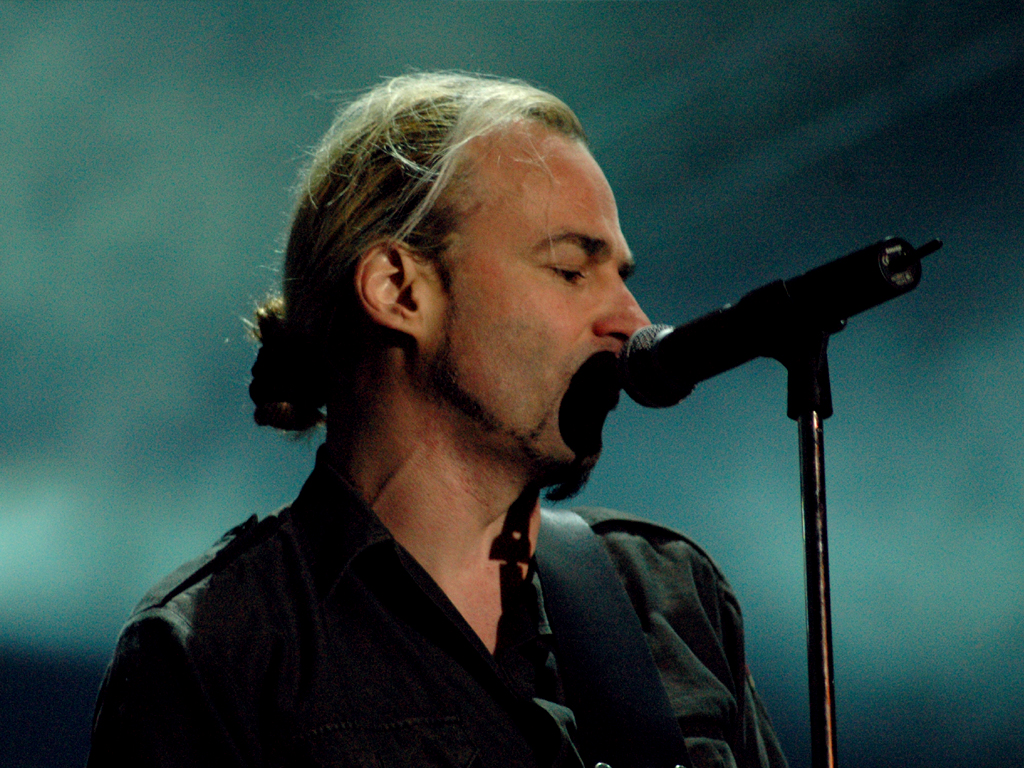
Vorph på Hunter Fest 2007.

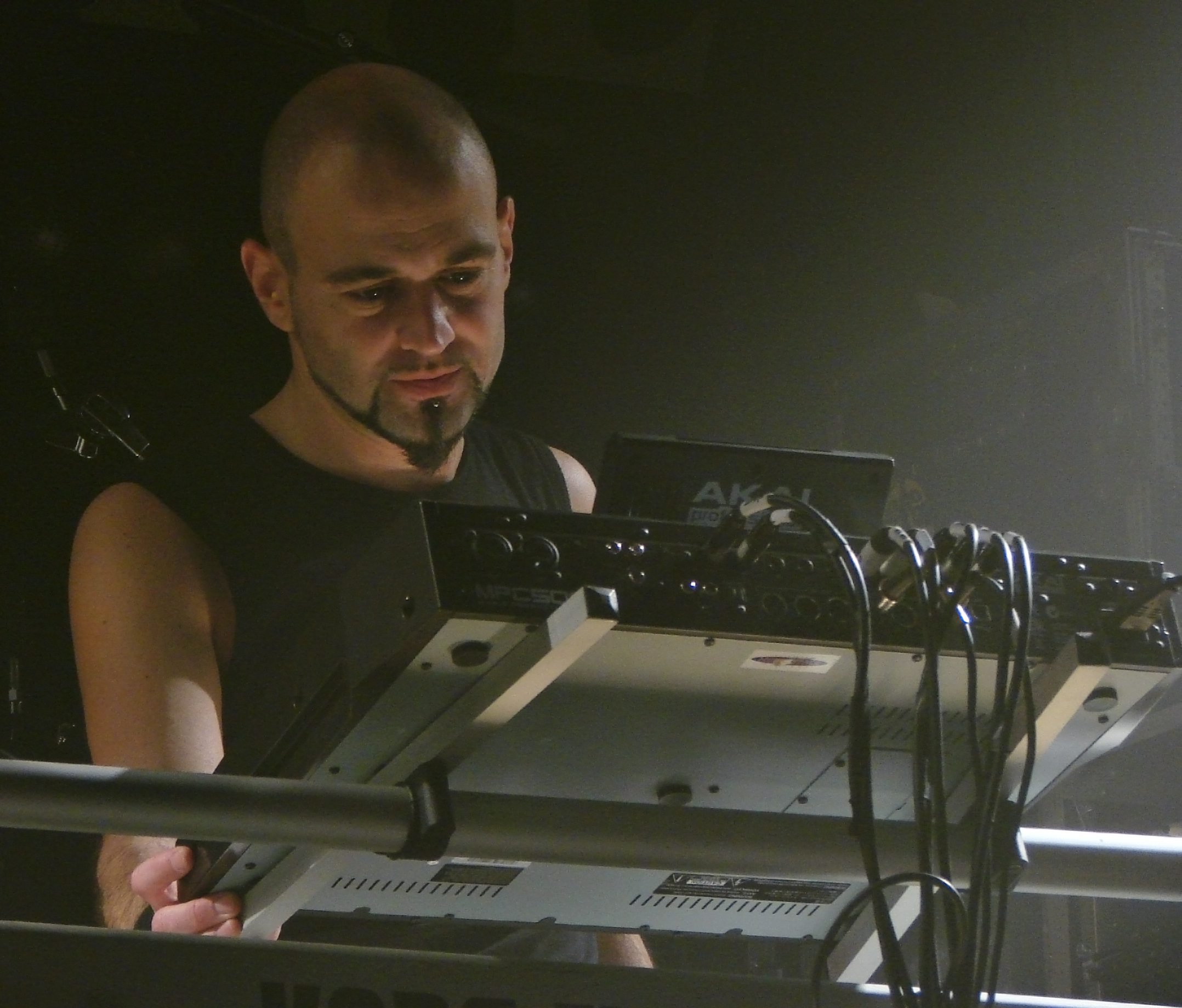
Xy, Paris 2009.

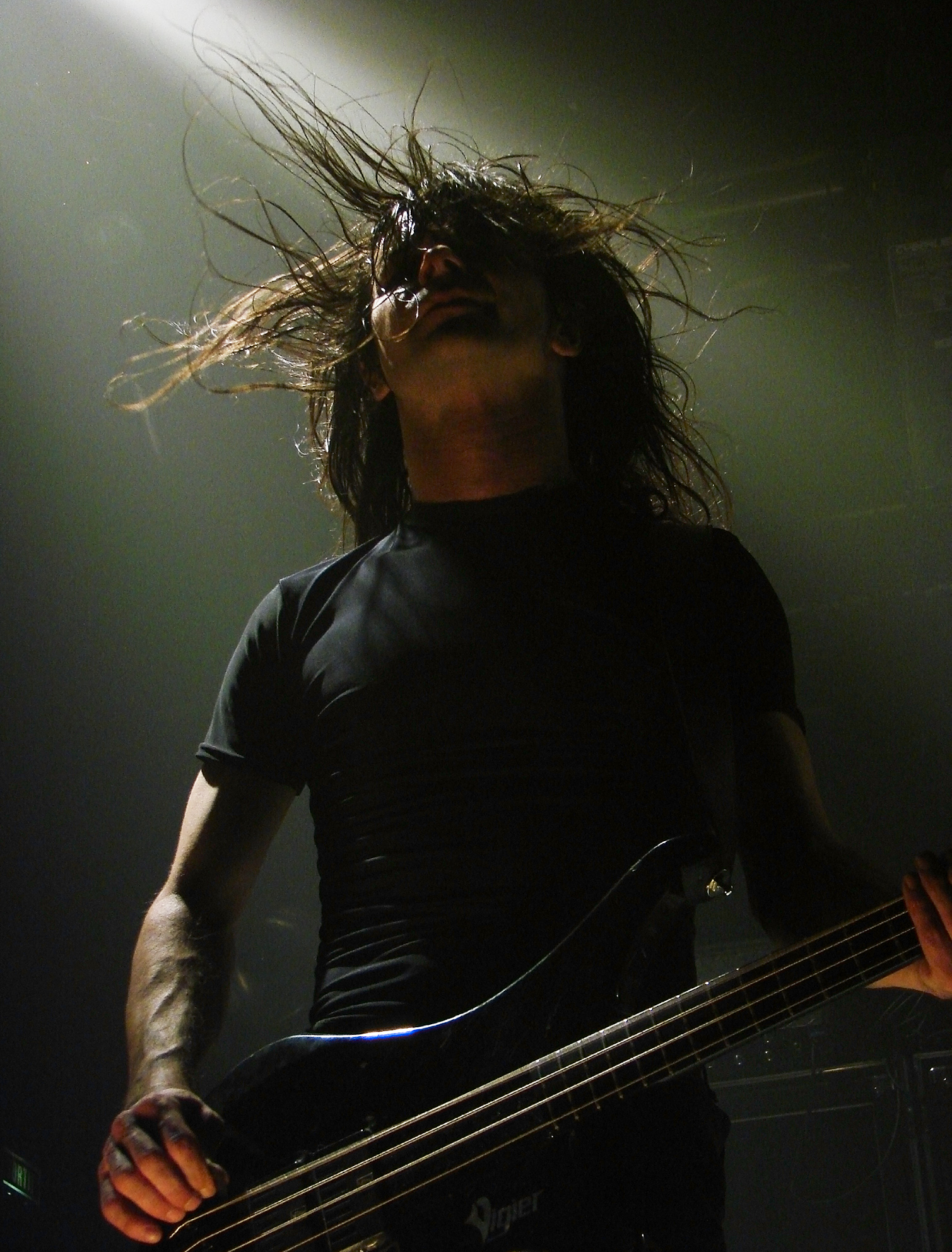
Mas, Paris 2009.

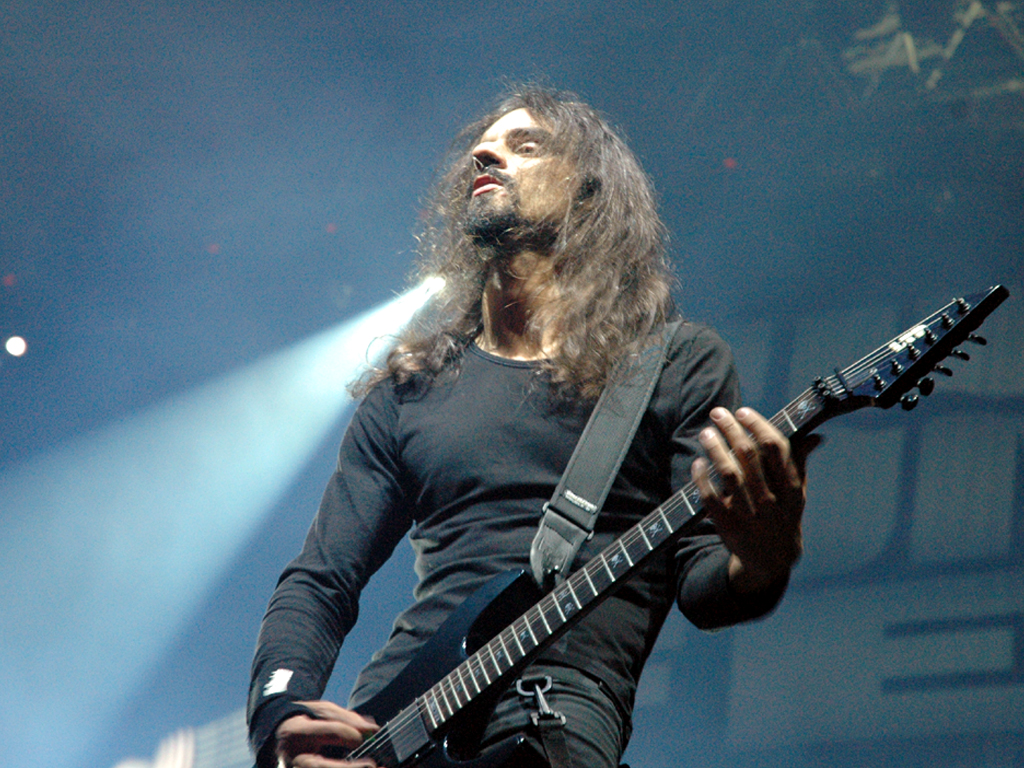
Makro på Hunter Fest 2007.

Samael är ett schweiziskt metalband bildat 1987 av Vorphalack (Vorph) som fortfarande är bandets sångare och gitarrist. Bandet började som ett traditionellt black metal-band men musiken har alltmer utvecklats mot electronica/industrial metal. Debutalbumet Worship Him gavs ut 1991. I mars 2009 utgavs Samaels nionde fullängdsalbum, Above och i april 2011 det tionde albumet Lux Mundi.

## Historia

### Bildandet och de första utgivningarna (1987–1988)
Samael bildades i april 1987 av sångaren och gitarristen Vorphalack tillsammans med trummisen Pat Charvet, och deras första demo, Into the Infernal Storm of Evil, släpptes samma år. I november deltog bandet i sin första festival tillsammans med band som Living Death och Messiah. Efter en andra demo året därpå, Macabre Operetta, lämnade Charvet bandet för att ansluta sig till death/doom metal-bandet Misery. 
På EP:n Medieval Prophecy, som gavs ut 1988, är det Vorphalack som framför musiken tillsammans med sin bror Xytraguptor på trummor. Vinyl-EP:n gavs ut av Necrosound Records i två utgåvor med olika omslag, den första i 1 000, och den andra i 200 exemplar. Medieval Prophecy innehåller förutom "Into the Pentagram" även en omarbetad version av demospåret "Into the Dark", nu kallad "The Dark", samt en cover på Hellhammers "The Third of the Storms". I februari 1989 genomförde Vorphalack och Xytraguptor sin första konsert tillsammans, i Iserlohn i Tyskland. 

### Debutalbumet (1989–1991)
Ytterligare en demo, Into the Infernal Storm of Evil, gavs ut i juni 1989 och i augusti framträdde Samael på två underground-festivaler i Polen. Därefter skrev bandet kontrakt med Osmose Productions, och spelade in sitt debutalbum i "Taurus studio" i Genève. Samaels första fullängdsalbum Worship Him gavs ut i april 1991. Detta var skivbolaget Osmose Productions allra första utgivning. Albumet producerades av bandet, som nu hade utökats med basisten Masmiseîm (Christophe Mermod). Skivan är dedicerad till bröderna Xytraguptors och Vorphalacks far som hade avlidit några år tidigare. Worship Him såldes i ett stort antal, över 100 000 exemplar bara i Europa. Under hösten genomfördes flera miniturné i Frankrike, Tyskland, Polen, Ryssland och Nederländerna som förband till olika band såsom Napalm Death och Tiamat.

### Nytt skivbolag (1992–1993)
Samael bytte nu skivbolag till Century Media som skulle ge ut deras andra album, Blood Ritual, i december 1992. Under hösten hade bandet varit en av huvudakterna på "Metal Blast-festivalen" i Nederländerna, där bland annat ett par spår från det kommande albumet spelades. Albumet spelades in i "T & T Studios" i Tyskland och producerades av Waldemar Sorychta, även gitarrist i Grip Inc. Bandmedlemmarna är desamma som på debutalbumet men Vorphalack hade nu förkortat sitt namn till Vorph och Xytraguptor kallade sig Xytras, senare bara Xy. Blood Ritual gavs ut i två upplagor i december 1992, med något olika skivomslag. Den gavs också ut som vinyl-LP och i en begränsad upplaga om 1 000 exemplar som bildskiva. 
I januari 1993 genomförde Samael sin första större Europaturné som förband till Unleashed och Tiamat och i augusti spelade bandet för första gången på festivalen Wacken Open Air. En EP på bildvinyl släpptes samma år, med en ny version av "After the Sepulture" från Blood Ritual tillsammans med en cover av Venoms "Manitou". Century Media återutgav 1994 en dubbel-CD med Samaels två först album, kallad 1987 - 1992.

### Nya medlemmar och nya roller (1994–1996)
Keyboardisten Rodolphe H. anslöt till bandet i samband med det tredje fullängdsalbumet, Ceremony of Opposites, som spelades in i Woodhouse Studios, Hagen, och också det producerades av Sorychta. Albumet gavs ut i februari 1994. Under "Full of Hate"-festivalen genomfördes tio spelningar samman med band som Cannibal Corpse och Morbid Angel och i juni spelade Samael för första gången på amerikanska kontinenten med två spelningar i Mexiko. I september genomfördes en egen turné med nio spelningar i Holland och Tyskland med Massacra, Grave och Therion som förband/support och under senhösten genomförde bandet sin första turné i USA, med fortsättning i Europa, som förband till Cannibal Corpse. 
Året därpå släpptes en EP, Rebellion, innehållande två nya låtar, ett par nyinspelningar, en cover av Alice Coopers "I Love The Dead", samt ett gömt spår, "Static Journey". Century Media återutgav 2001 Ceremony of Opposites med hela Rebellion som bonus.
Inför nästa album programmerades alla trumsekvenser och Xytras tog också över som keyboardist då Rodolphe H. hade lämnat bandet. Kaos (Frédéric Minuti) hade nu blivit bandets andre gitarrist och detta var det första album han medverkar på. Passage, som gavs ut 1996, innebar en ny vändning i bandets musik, med starka influenser av electronica/industrial. Albumet spelades in i "Woodhouse Studios" i Tyskland. Xytras gjorde också en instrumental remix av hela albumet samt en del egna låtar och detta blev en bonus-CD, Xytras Passage som följde med de första utgåvorna. Passage gavs också ut i en begränsad LP-upplaga (1 500 exemplar). Till låten "Jupiterian Vibe" gjordes en video som spelades in i Berlin i september 1996.

### Utökat turnerande och nya utgivningar (1997–2005)
I april 1997 turnerade bandet i Europa tillsammans med bland andra Obituary, Death, Entombed och Strapping Young Lad. I maj deltog Samael i "Dynamo Open Air"-festivalen i Eindhoven, Holland och i augusti spelade bandet åter på Wacken Open Air. Mini-CD:n Exodus gavs ut 1998 och består av sex låtar samt ett gömt spår. Samtliga låtar spelades in under samma period som Passage men hamnade alltså på en egen CD. I augusti spelade Samael i Istanbul för första gången, som support till Kreator.
Nästa fullängdsalbum, Eternal, spelades in i "Mountain Studios" i mars 1999 och gavs ut i juli samma år. Däremellan gjordes en mindre turné i Tyskland med Grip Inc. och Lacuna Coil som support. Den amerikanska utgivningen av Eternal i september följdes av en USA-turné, den första i USA med Samael som huvudband, tillsammans med Dimmu Borgir, Monstrosity och Epoch of Unlight.
Samael spelade sommaren 2000 på "Arte fac"-festivalen i Strasbourg med Iron Maiden som huvudakt, och den sista spelningen med gitarristen Kaos var "Bad Bonn"-festivalen i juni det året. Kaos lämnade bandet 2002 och ny gitarrist blev Makro, tidigare i bandet Sludge. Under sommaren spelade Samael på olika festivaler i Europa, under vilka inspelningar gjordes. Detta resulterade året därpå i en dubbel-DVD, Black Trip. 
En singel, "Telepath" föregick nästa fullängdsalbum, Reign of Light, som gavs ut 2004 på bandets eget skivbolag, Galactical Records, det första albumet med Makro på gitarr. Reign of Light gavs också ut av Nuclear Blast i USA. I oktober och november turnerade bandet i Europa med Flowing Tears och Dagoba som förband. På 2007 års nyutgåva av Reign of Light följer också en DVD med en musikvideo av "Telepath" samt fyra livespår. 
EP:n On Earth släpptes 2005 och innehåller bland annat en cover av Depeche Modes "I Feel You". Trots att Xy bröt handleden i en snowboardolycka i december kunde bandet ändå genomföra en Europaturné under januari och februari 2006 tillsammans med Obituary och Maroon och i juli var Samael förband för Rammstein på Paleofestivalen i Schweiz.

### Dåtid och nutid (2006–2009)
Nästa fullängdsalbum blev en dubbelutgåva av tidigare inspelat men inte utgivet material med elektronisk musik, skriven och framförd av Xy och med sång av Vorph, Era One & Lesson In Magic #1, utgiven 2006. Full bandsättning finner man igen på 2007 års Solar Soul. Gästmusiker på detta album är dels Vibeke Stene med sång, och dels Sami Yli-Sirniö på sitar. Albumet finns i fyra olika utgåvor, bland dem 666 handnumrerade vinyl-LP.
I mars 2009 släpptes Samaels nionde fullängdsalbum, Above, som enligt bandet är något av en återgång till soundet på deras tre första album. En första singel, Illumination, med låtarna "Virtual War" och "Illumination" gavs ut 23 februari. Singeln och albumet gavs ut av Nuclear Blast.

## Sidoprojekt och gästmedverkan
Samael hade tidigare turnerat med finska Sentenced och samarbetet fördjupades i och med att Vorph deltog som bakgrundssångare på Sentenceds album Down från 1996. Xytras förmågor i studion har efterfrågats av andra band och han står bland annat som producent för Rotting Christs två album A Dead Poem (1997) och Sleep of the Angels (1999). Han startade också ett eget skivbolag tillsammans med War D. från Alastis, Parallel Union. Xy har även agerat gästmusiker i den tidigare Samael-trummisen Pat Charvets death metal-band Misery. Vorph deltar med sång på norska Tristanias album Illumination från 2006.

## Medlemmar
Nuvarande medlemmar
- Vorph (Michael Locher aka Vorphalack) – sång, gitarr (1987–)
- Xytras (Alexandre Locher aka Xy / Xytraguptor) – trummor, percussion (1988–1994), programmering, keyboard, percussion (1995–) (Xytras)
- Drop (Thomas Betrisey) – basgitarr (2014 live, 2015–2018), gitarr (2018–)
- Zorrac (Pierre Carroz) – basgitarr (2018–)

Tidigare medlemmar
- Pat de Novaré de Navarre (Pat Charvet) – trummor (1987–1988) (Misery)
- Mas (Christophe Mermod aka Masmiseim) – basgitarr (1991–2015) (Alastis, Fourth Reich)
- Rodolphe H. – keyboard, sampling (1993–1996)
- Kaos (Frédéric Minuti) – gitarr (1996–2002) (Gorgon)
- Makro (Marco Rivao) – gitarr (2002–2018) (Sludge)

## Diskografi

### Demo
- Into the Infernal Storm of Evil (kassett, 1988)
- Macabre Operetta (kassett, 1988)
- From the Dark to Black (kassett, 1989)

### Studioalbum
- Worship Him (CD, 1991)
- Blood Ritual (CD, 1992)
- Ceremony of Opposites (CD, 1994)
- Passage (CD, 1996)
- Eternal (CD, 1999)
- Reign of Light (CD, 2004)
- Era One (2xCD, 2006)
- Solar Soul (CD, 2007)
- Above (CD, 2009)
- Lux Mundi (CD, 2011)
- Hegemony (CD, 2017)

### EP
- Medieval Prophecy (7" vinyl, 1988)
- Rebellion (CD, 1995)
- Exodus (CD, 1998)
- Telepath (CD, 2004)
- On Earth (CD, 2005)
- Antigod (CD, 2010)

### Singlar
- "After the Sepulture" (7" vinyl, 1995)
- "Valkyries' New Ride" (digital, 2007)
- "Illumination" (digital, 2009)
- "Angel of Wrath" (digital, 2017)
- "Red Planet" (digital, 2017)
- "Black Supremacy" (digital, 2017)
- "Ave! (Remastered 2019)" (digital, 2019)

### Samlingsalbum
- Recordings '88-'89 (kassett, 1989)
- 1987 – 1992 (2xCD, 1994)
- Since the Creation... (6x12" vinyl, 2003)
- Aeonics - An Anthology (CD, 2007)
- Medieval Prophecy (CD, 2008)
- A Decade in Hell (CD+2DVD, 2010)
- Original Album Collection (3xCD, 2015)
- Worship Him / Blood Ritual / Ceremony of Opposites (3xkassett, 2015)

### DVD
- Black Trip (2003)